# Sportlövészet az 1956. évi nyári olimpiai játékokon
Az 1956. évi nyári olimpiai játékokon, Melbourne-ben, a sportlövészetben hét versenyszámot rendeztek.

## Éremtáblázat
(A rendező ország csapata és a magyar érmesek eltérő háttérszínnel, az egyes számoszlopok legmagasabb értéke, vagy értékei vastagítással kiemelve.)
| Az 1956. évi nyári olimpiai játékok éremtáblázata sportlövészetben | Az 1956. évi nyári olimpiai játékok éremtáblázata sportlövészetben | Az 1956. évi nyári olimpiai játékok éremtáblázata sportlövészetben | Az 1956. évi nyári olimpiai játékok éremtáblázata sportlövészetben | Az 1956. évi nyári olimpiai játékok éremtáblázata sportlövészetben | Olimpia  |
| ------------------------------------------------------------------ | ------------------------------------------------------------------ | ------------------------------------------------------------------ | ------------------------------------------------------------------ | ------------------------------------------------------------------ | -------- |
|                                                                    | Ország                                                             | Arany                                                              | Ezüst                                                              | Bronz                                                              | Összesen |
| 1.                                                                 | Szovjetunió (URS)                                                  | 3                                                                  | 4                                                                  | 1                                                                  | 8        |
| 2.                                                                 | Kanada (CAN)                                                       | 1                                                                  | 0                                                                  | 1                                                                  | 2        |
| 2.                                                                 | Finnország (FIN)                                                   | 1                                                                  | 0                                                                  | 1                                                                  | 2        |
| 2.                                                                 | Olaszország (ITA)                                                  | 1                                                                  | 0                                                                  | 1                                                                  | 2        |
| 2.                                                                 | Románia (ROU)                                                      | 1                                                                  | 0                                                                  | 1                                                                  | 2        |
|                                                                    |                                                                    |                                                                    |                                                                    |                                                                    |          |
| 6.                                                                 | Svédország (SWE)                                                   | 0                                                                  | 1                                                                  | 1                                                                  | 2        |
| 7.                                                                 | Csehszlovákia (TCH)                                                | 0                                                                  | 1                                                                  | 0                                                                  | 1        |
| 7.                                                                 | Lengyelország (POL)                                                | 0                                                                  | 1                                                                  | 0                                                                  | 1        |
|                                                                    |                                                                    |                                                                    |                                                                    |                                                                    |          |
| 9.                                                                 | Egyesült Államok (USA)                                             | 0                                                                  | 0                                                                  | 1                                                                  | 1        |
|                                                                    |                                                                    |                                                                    |                                                                    |                                                                    |          |
| Összesen                                                           | Összesen                                                           | 7                                                                  | 7                                                                  | 7                                                                  | 21       |

## Érmesek
| Az 1956. évi nyári olimpiai játékok érmesei sportlövészetben |                                              |                                                |                                                |
| Versenyszám                                                  | Arany                                        | Ezüst                                          | Bronz                                          |
| Gyorstüzelő pisztoly 25 m                                    | Ştefan Petrescu · Románia (ROU) · 587        | Jevgenyij Cserkaszov · Szovjetunió (URS) · 585 | Georghe Lichiardopol · Románia (ROU) · 581     |
| Sportpisztoly 50 m                                           | Pentti Linnosvuo · Finnország (FIN) · 556    | Mahmud Umarov · Szovjetunió (URS) · 556        | Offutt Pinion · Egyesült Államok (USA) · 551   |
| Kisöbű puska fekvő 50 m                                      | Gerald Oullette · Kanada (CAN) · 600         | Vaszilij Boriszov · Szovjetunió (URS) · 599    | Gil Boa · Kanada (CAN) · 598                   |
| Kisöbű puska összetett                                       | Anatolij Bogdanov · Szovjetunió (URS) · 1172 | Otakar Hořínek · Csehszlovákia (TCH) · 1172    | John Sundberg · Svédország (SWE) · 1167        |
| Nagyöbű sportpuska összetett 300 m                           | Vaszilij Boriszov · Szovjetunió (URS) · 1138 | Alan Erdman · Szovjetunió (URS) · 1137         | Vilho Ylönen · Finnország (FIN) · 1128         |
| Futószarvas 100 m                                            | Vitalij Romanyenko · Szovjetunió (URS) · 441 | Olof Sköldberg · Svédország (SWE) · 432        | Vlagyimir Szevrjugin · Szovjetunió (URS) · 429 |
| Trap                                                         | Galliano Rossini · Olaszország (ITA) · 195   | Adam Smelczyński · Lengyelország (POL) · 190   | Alessandro Ciceri · Olaszország (ITA) · 188    |